# Scheelita
La scheelita es un mineral formado por volframio y calcio, que responde a la fórmula química CaWO4.

## Historia

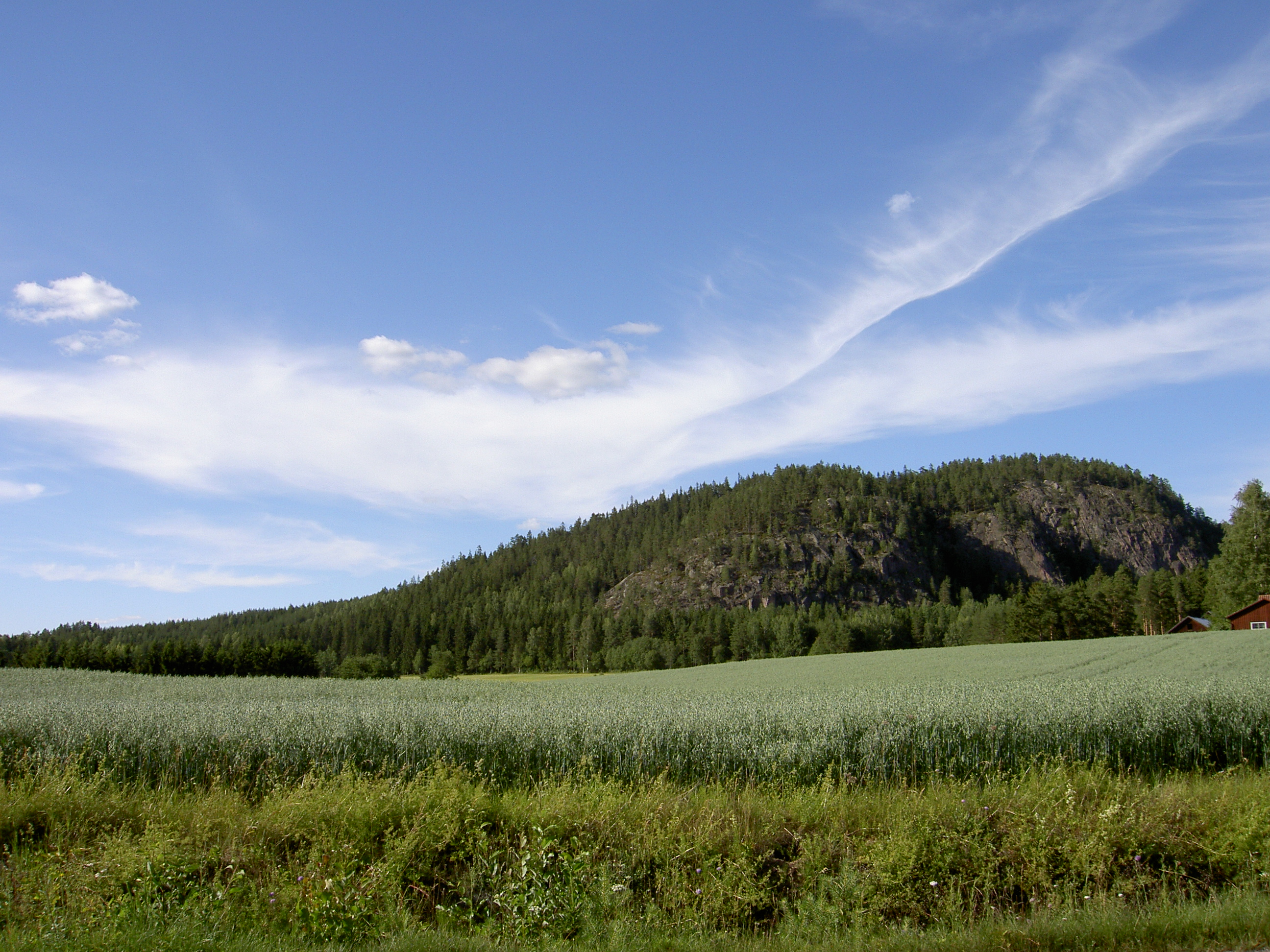
Monte Bispbergs klack

La scheelita fue descrita por primera vez en 1781, por una ocurrencia en el monte Bispbergs klack, Säter, Dalarna, Suecia, y fue nombrada por Carl Wilhelm Scheele (1742-1786). Debido a su inusual pesadez, se le había dado el nombre de tungsten, por la palabra sueca que significa «piedra pesada».
El nombre fue utilizado más adelante para describir el metal, mientras que el mineral en sí se le dio el nombre de scheelerz o scheelita.

## Formación y yacimientos
Es un mineral primario comúnmente encontrado como componente de:
- Zonas de metamorfismo de contacto, de muy alta temperatura.
- Venas y filones hidrotermales de alta temperatura.
- Pegmatitas graníticas y vetas hidrotermales de media temperatura.
- En depósitos aluviales.

## Propiedades físicas
Cristales prismáticos hexagonales, aciculares.

## Usos
Su aplicación más importante es como mena de volframio. La scheelita es un mineral estratégico, ya que uno de los usos principales del volframio es en la industria bélica, en blindajes, etc.